# Futebol nos Jogos Pan-Americanos de 2011 - Masculino
O torneio masculino de futebol nos Jogos Pan-Americanos de 2011 ocorreu entre 19 e 28 de outubro no Estádio Omnilife. Oito equipes participaram do evento.

## Medalhistas
|  | MEX México |  | ARG Argentina |  | URU Uruguai |
|  | Jerónimo Amione Javier Aquino Néstor Araujo Othoniel Arce Ricardo Bocanegra Isaác Brizuela Dárvin Chávez José de Jesús Corona Jorge Enríquez César Ibáñez Hiram Mier Carlos Orrantía Oribe Peralta Miguel Ángel Ponce Diego Reyes Hugo Rodríguez José Antonio Rodríguez Jesús Zavala |  | David Achucarro Esteban Andrada Sergio Araujo Adrián Cirigliano Fernando Coniglio Leonardo Ferreyra Franco Fragapane Leandro González Michael Hoyos Lucas Kruspzky Matías Laba Carlos Luque Adrián Martínez Hugo Nervo Germán Pezzella Rodrigo Rey Alan Ruiz Lucas Villafañez |  | Mathías Abero Emiliano Albín Matías Britos Jonathan Cubero Guillermo de los Santos Adrián Gunino Leonardo Pais Gonzalo Papa Facundo Píriz Mauricio Prieto Federico Puppo Diego Rodríguez Gianni Rodríguez Martín Sebastián Rodríguez Maximiliano Rodríguez Gastón Silva Santiago Silva Tabaré Viudez |

## Formato
As oito equipes foram divididas em dois grupos de quatro equipes. Cada equipe enfrentou as outras equipes do mesmo grupo, totalizando três jogos. As duas primeiras colocadas de cada grupo classificaram-se as semifinais, onde os vencedores disputaram a final e as perdedoras a medalha de bronze.

## Qualificação
| Competição                      | Data                            | Vagas | Qualificados                                         |
| ------------------------------- | ------------------------------- | ----- | ---------------------------------------------------- |
| Anfitrião                       | –                               | 1     | México                                               |
| Campeonato Sub-20 da CONCACAF   | 28 de março–10 de abril de 2011 | 3     | Costa Rica · Cuba · Guatemala · Trinidad e Tobago[a] |
| Campeonato Sul-Americano Sub-17 | 12 de março–9 de abril de 2011  | 4     | Brasil Uruguai Argentina Equador                     |
| TOTAL                           |                                 | 8     | ——                                                   |

- a. ^ A Guatemala desistiu da competição devido a problemas disciplinares com a equipe. A CONCACAF indicou Trinidad e Tobago em substituição após as recusas de Honduras e Panamá.[2]

## Sede
| Guadalajara                         |
| ----------------------------------- |
| Estádio Omnilife Capacidade: 49 850 |
| Estádio Omnilife.                   |

## Primeira fase
Todas as partidas seguem o fuso horário local (UTC-6).

### Grupo A
| Seleção               | P | J | V | E | D | GP | GC | SG |
| --------------------- | - | - | - | - | - | -- | -- | -- |
| MEX México            | 7 | 3 | 2 | 1 | 0 | 8  | 4  | +4 |
| URU Uruguai           | 4 | 3 | 1 | 1 | 1 | 4  | 6  | -2 |
| TRI Trinidad e Tobago | 3 | 3 | 0 | 3 | 0 | 3  | 3  | 0  |
| ECU Equador           | 1 | 3 | 0 | 1 | 2 | 2  | 4  | -2 |

| 19 de outubro | México                     | 2 – 1     | Equador  | Estádio Omnilife, Guadalajara |
| 20:00         | Peralta 25' · Enríquez 80' | Relatório | Congo 8' | Árbitro: ESA Marlon Mejía     |

| 21 de outubro | Equador | 0 – 1     | Uruguai  | Estádio Omnilife, Guadalajara |
| 13:00         |         | Relatório | Puppo 4' | Árbitro: HON Erick Andino     |

| 21 de outubro | México      | 1 – 1     | Trinidad e Tobago | Estádio Omnilife, Guadalajara |
| 20:00         | Peralta 30' | Relatório | Gay 12'           | Árbitro: ECU Omar Ponce       |

| 23 de outubro | Trinidad e Tobago | 1 – 1     | Equador      | Estádio Omnilife, Guadalajara |
| 10:00         | Casear 69'        | Relatório | Quiñónez 17' | Árbitro: CAN David Gantar     |

| 23 de outubro | México                                                 | 5 – 2     | Uruguai                      | Estádio Omnilife, Guadalajara |
| 17:00         | Amione 15', 48' · Ponce 29' · Zavala 42' · Peralta 71' | Relatório | Abero 51' · M. Rodríguez 57' | Árbitro: BOL Raúl Orosco      |

| 25 de outubro | Uruguai   | 1 – 1     | Trinidad e Tobago | Estádio Omnilife, Guadalajara |
| 13:00         | Abero 17' | Relatório | Winchester 9'     | Árbitro: ESA Marlon Mejía     |

### Grupo B
| Seleção        | P | J | V | E | D | GP | GC | SG |
| -------------- | - | - | - | - | - | -- | -- | -- |
| ARG Argentina  | 7 | 3 | 2 | 1 | 0 | 5  | 1  | +4 |
| CRC Costa Rica | 6 | 3 | 2 | 0 | 1 | 4  | 4  | 0  |
| BRA Brasil     | 2 | 3 | 0 | 2 | 1 | 2  | 4  | -2 |
| CUB Cuba       | 1 | 3 | 0 | 1 | 2 | 0  | 2  | -2 |

| 19 de outubro | Costa Rica | 1 – 0     | Cuba | Estádio Omnilife, Guadalajara |
| 10:00         | Blanco 55' | Relatório |      | Árbitro: MEX Ricardo Arellano |

| 19 de outubro | Argentina  | 1 – 1     | Brasil       | Estádio Omnilife, Guadalajara |
| 17:00         | Araujo 74' | Relatório | Henrique 63' | Árbitro: ECU Omar Ponce       |

| 21 de outubro | Costa Rica | 0 – 3     | Argentina                                   | Estádio Omnilife, Guadalajara |
| 10:00         |            | Relatório | Fragapane 40' · Pezzella 60' · Kruspzky 76' | Árbitro: CAN David Gantar     |

| 21 de outubro | Brasil | 0 – 0     | Cuba | Estádio Omnilife, Guadalajara |
| 17:00         |        | Relatório |      | Árbitro: BOL Raúl Orosco      |

| 23 de outubro | Cuba | 0 – 1     | Argentina | Estádio Omnilife, Guadalajara |
| 13:00         |      | Relatório | Laba 79'  | Árbitro: HON Erick Andino     |

| 23 de outubro | Brasil       | 1 – 3     | Costa Rica                     | Estádio Omnilife, Guadalajara |
| 20:00         | Henrique 30' | Relatório | B. Vega 1' · McDonald 20', 43' | Árbitro: MEX Ricardo Arellano |

## Fase final
|  | Semifinais            | Semifinais            |   |                       | Final                 | Final |  |
|  |                       |                       |   |                       |                       |       |  |
|  | 26 de outubro – 17:00 |                       |   |                       |                       |       |  |
|  | ARG Argentina         | 1                     |   |                       |                       |       |  |
|  | URU Uruguai           | 0                     |   |                       |                       |       |  |
|  |                       |                       |   |                       |                       |       |  |
|  |                       |                       |   |                       | 28 de outubro – 20:00 |       |  |
|  |                       |                       |   |                       | ARG Argentina         | 0     |  |
|  |                       | MEX México            | 1 |                       |                       |       |  |
|  |                       |                       |   |                       |                       |       |  |
|  |                       |                       |   |                       |                       |       |  |
|  |                       |                       |   |                       | 3º lugar              |       |  |
|  | 26 de outubro – 20:00 | 26 de outubro – 20:00 |   | 28 de outubro – 17:00 | 28 de outubro – 17:00 |       |  |
|  | MEX México            | 3                     |   | URU Uruguai           | 2                     |       |  |
|  | CRC Costa Rica        | 0                     |   |                       | CRC Costa Rica        | 1     |  |

### Semifinais
| 26 de outubro | México                | 3 – 0     | Costa Rica | Estádio Omnilife, Guadalajara |
| 17:00         | Peralta 20', 39', 47' | Relatório |            | Árbitro: HON Erick Andino     |

| 26 de outubro | Argentina    | 1 – 0     | Uruguai | Estádio Omnilife, Guadalajara |
| 20:00         | Pezzella 10' | Relatório |         | Árbitro: ECU Omar Ponce       |

### Disputa pelo bronze
| 28 de outubro | Uruguai               | 2 – 1     | Costa Rica         | Estádio Omnilife, Guadalajara |
| 17:00         | Silva 48' · Píriz 61' | Relatório | McDonald 81' (pen) | Árbitro: BOL Raúl Orosco      |

### Final
| 28 de outubro | Argentina | 0 – 1     | México     | Estádio Omnilife, Guadalajara |
| 20:00         |           | Relatório | Amione 75' | Árbitro: ESA Marlon Mejía     |

## Premiação
| Campeão Pan-Americano de 2011 |
| ----------------------------- |
| México (4º título)            |

## Classificação final
| Pos.              | Equipe                | Campanha | Campanha | Campanha | Campanha | Campanha | Campanha |
| Pos.              | Equipe                | V        | E        | D        | GP       | GC       | SG       |
| ----------------- | --------------------- | -------- | -------- | -------- | -------- | -------- | -------- |
| Medalha de ouro   | MEX México            | 4        | 1        | 0        | 12       | 4        | +8       |
| Medalha de prata  | ARG Argentina         | 3        | 1        | 1        | 6        | 2        | +4       |
| Medalha de bronze | URU Uruguai           | 2        | 1        | 2        | 6        | 8        | -2       |
| 4                 | CRC Costa Rica        | 2        | 0        | 3        | 5        | 9        | -4       |
| 5                 | TRI Trinidad e Tobago | 0        | 3        | 0        | 3        | 3        | 0        |
| 6                 | BRA Brasil            | 0        | 2        | 1        | 2        | 4        | -2       |
| 7                 | ECU Equador           | 0        | 1        | 2        | 2        | 4        | -2       |
| 8                 | CUB Cuba              | 0        | 1        | 2        | 0        | 2        | -2       |

## Artilharia
| 6 gols (1) - MEX Oribe Peralta 3 gols (2) - CRC Jonathan McDonald - MEX Jerónimo Amione 2 gols (2) - ARG Germán Pezzella - BRA Henrique | 1 gol (19) - ARG Sergio Araujo - ARG Franco Fragapane - ARG Lucas Kruspzky - ARG Matías Laba - CRC Danny Blanco - ECU Luis Congo - ECU Michael Quiñónez - MEX Jorge Enríquez - MEX Miguel Ángel Ponce | 1 gol (continuação) - MEX Jesús Zavala - TRI Trevin Caesar - TRI Jamal Gay - TRI Shahdon Winchester - URU Mathias Abero - URU Facundo Píriz - URU Mauricio Prieto - URU Federico Puppo - URU Maximiliano Rodríguez - URU Gastón Silva |